# Igreja da Misericórdia de Algodres
A Igreja da Misericórdia de Algodres, ou Igreja da Santa Casa da Misericórdia de Algodres é um templo barroco 
localizado na freguesia de Algodres, do Município de Fornos de Algodres.
Foi edificada em princípios do século XVIII com as pedras provenientes do arruinado castelo daquela antiga vila, actualmente sede de freguesia. 
Encontra-se em vias de classificação.

## História
A Santa Casa da Misericórdia de Algodres foi fundada em 1621 por várias individualidades, entre as quais o vigário de Algodres e o abade de Infias, sendo instituida canonicamente em 1622. No entanto, o cadastro da população do Reino de 1758, refere que terá sido fundada em 1615.

## Arquitetura
O templo é composto de uma só nave, tendo do lado norte as dependências da Santa Casa. No lado sul, na fachada sobressai o portal de verga recta encimado por volutas e uma concha ou vieira em cantaria e rematada por cornija encimada por uma cruz trilobada ladeada por coruchéus; ostenta ainda um campanário de duas ventanas em arco de volta completa rematado por pináculo.
No interior, para além dos altares em talha dourada, sobressaem imagens de Cristo em escala humana: Senhor da Cana; Senhor dos Passos e Senhor da Cama; existe também um tríptico do século XVII e quadros da via sacra, colocados em nichos de pedra nas ruas da "vila", durante as celebrações da semana santa.